# Hans Keller (Regierungspräsident)

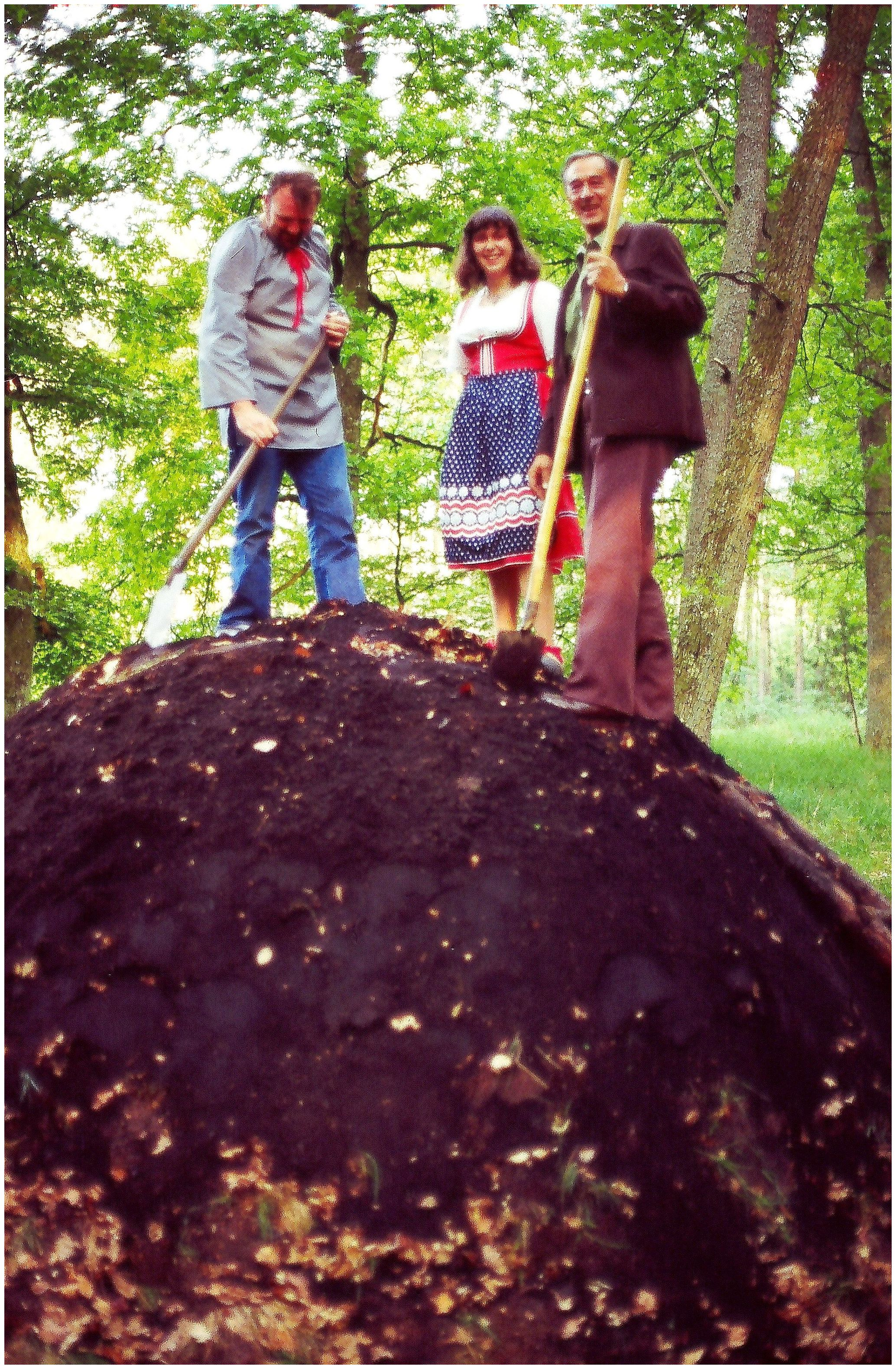
Hans Keller (rechts) an Pfingsten 1979 beim Entzünden eines Kohlenmeilers anlässlich des 1. Wasgauer-Köhlerfestes dessen Schirmherrschaft er übernommen hatte. Das Köhlerfest wurde durch den PWV Petersbächel-Gebüg ausgerichtet.

Hans Keller (* 6. Mai 1920 in Kusel; † 30. April 1992 ebenda) war ein deutscher Verwaltungsbeamter.

## Leben und Wirken
Keller verbrachte seine Schulzeit in seiner Heimatstadt Kusel. Am Zweiten Weltkrieg nahm er als Oberleutnant der Reserve teil. Er wurde mit dem Eisernen Kreuz ausgezeichnet. Nach seiner Entlassung aus der Kriegsgefangenschaft studierte er von 1946 bis 1951 Rechts- und Staatswissenschaften in Heidelberg und Mainz. Danach machte er eine Ausbildung im Verwaltungsdienst an der Hochschule für Verwaltungswissenschaften in Speyer und durchlief dabei Stationen bei den Landratsämtern in Kusel, Westerburg und Birkenfeld.  1952 legte er schließlich das große Staatsexamen ab. Von 1953 bis 1955 war er Regierungsassistent und Regierungsrat bei der Bezirksregierung der Pfalz und im Innenministerium des Landes Rheinland-Pfalz.
1954 wurde Keller zum Landrat des Landkreises Zell berufen, die Ernennung erfolgte am 4. März 1955. Zum 1. März 1966 wechselte er nach Neustadt an der Weinstraße, wo er sein neues Amt als Regierungspräsident im Regierungsbezirk Pfalz antrat. Nachdem dieser 1968 im neuen Regierungsbezirk Rheinhessen-Pfalz aufging, war er dessen erster Regierungspräsident, bis er am 15. Juli 1983 in den Ruhestand ging.
Hans Keller war ehrenamtlich ab 1975 bis 1985 Hauptvorsitzender und ab 1985 bis zu seinem Tode Ehrenvorsitzender des Pfälzerwald-Vereins (PWV).
Keller war bis zu seinem Tode verheiratet. Seine Trauerfeier fand in der Pauluskirche in Hambach an der Weinstraße statt, seine letzte Ruhestätte befindet sich in Kusel.

## Auszeichnungen
- 19??: Eisernes Kreuz
- 1973: Bundesverdienstkreuz 1. Klasse
- 1983: Ehrenbürger der Stadt Kusel